# Ireneusz Mulak
Ireneusz Tadeusz Mulak (Lublino, 30 marzo 1956) è un ex cestista polacco.

## Carriera
Con la Polonia ha disputato i Giochi olimpici di Mosca 1980 e due edizioni dei Campionati europei (1983, 1985).

## Palmarès
- Campionato polacco: 2

Lech Poznań: 1982-83, 1983-84
- Coppa di Polonia: 1

Lech Poznań: 1984